# David Greenglass

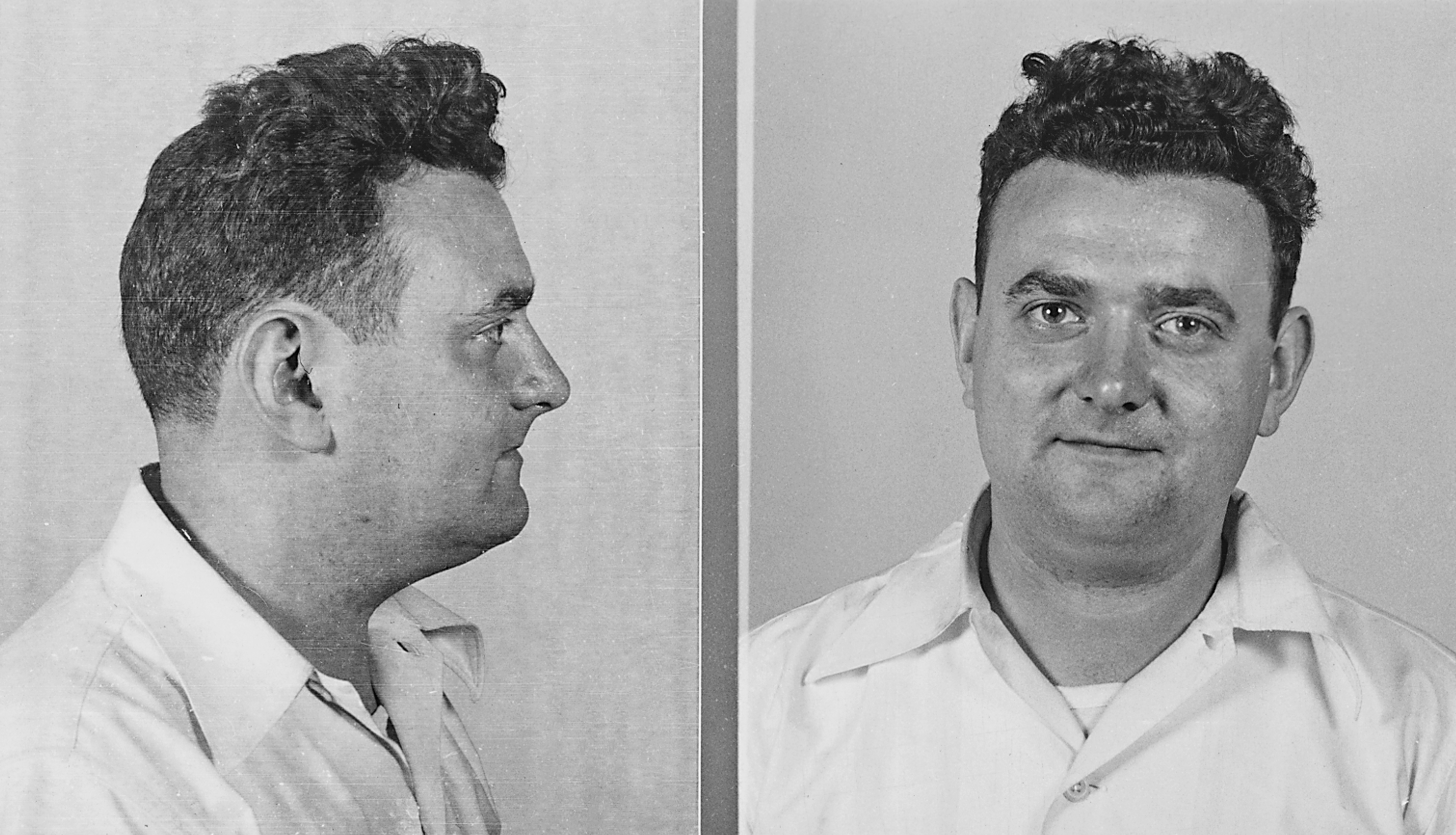
David Greenglass (Polizeifoto)

David Greenglass (* 2. März 1922 in New York City; † 1. Juli 2014 ebenda) war ein US-amerikanischer Atomspion für die Sowjetunion.

## Leben
Seine Eltern, Barnet und Tessie, waren als jüdische Einwanderer aus Russland und Österreich in die USA gekommen. Er wurde von seiner Frau Ruth Greenglass (geb. Printz) auf Betreiben seines Schwagers Julius Rosenberg für die sowjetische Spionage angeworben. Das Ehepaar Rosenberg wurde am 19. Juni 1953 wegen Atom-Spionage für die Sowjetunion im Staatsgefängnis Sing Sing in New York auf dem elektrischen Stuhl hingerichtet. Der Prozess fiel in die Zeit einer massiven Kommunistenverfolgung und eines scharfen Antikommunismus in den USA in der Öffentlichkeit und im Untersuchungsausschuss des US-Senats unter dem Vorsitz von McCarthy (McCarthy-Ära).
Greenglass hing wie die Rosenbergs kommunistischen Ideen an. Bei der Heirat 1942 war seine Frau 18 Jahre alt. Kurz bevor Greenglass 1943 in die US-Armee eintrat, wurden die Eheleute Mitglieder der Young Communist League. Als begabter Maschinenschlosser wurde Greenglass in der Army Base in Jackson, Mississippi, als Sergeant zum geheimen Manhattan-Projekt kommandiert, einem Kriegsprojekt zur Entwicklung der ersten Atombombe. Er war zunächst in dem Uran-Anreicherungsprojekt in Oak Ridge, Tennessee, beschäftigt, bevor er später zu den geheimen Laboratorien von Los Alamos in New Mexico versetzt wurde.
Nachdem Ruth Greenglass von ihrem Schwager Julius Rosenberg erfahren hatte, dass das Manhattan-Projekt damit befasst sei, die erste Atombombe zu entwickeln, begann David Greenglass über seinen Schwager ab November 1944 bis zu seinem Ausscheiden aus dem Militär 1946 geheime nukleare Unterlagen an die Sowjets weiterzugeben. Nach dem Krieg betrieben Greenglass, sein Bruder Bernie und Julius Rosenberg zunächst eine Reparaturwerkstatt. In den Venona-Papieren, die dem Militärgeheimdienst der USA übergeben und entschlüsselt wurden, wurden sie unter den Klarnamen David und Ruth Greenglass geführt.
1950 hatten der US- und der britische Geheimdienst mit Hilfe des VENONA-Projektes aufgedeckt, dass auch Klaus Fuchs als Spion für die Sowjetunion gearbeitet hatte. Fuchs’ Geständnis ergab, dass er über seinen amerikanischen Kontaktmann Harry Gold aus Brooklyn geheime Informationen an den sowjetischen Agenten Anatoli Jazkow übergeben hatte. Die Spur von Harry Gold führte schließlich zu Greenglass und den Rosenbergs, die ebenfalls Harry Gold als Kurier benutzt hatten.
Greenglass, der im Juni 1950 vom FBI wegen Spionage verhaftet wurde, belastete als Kronzeuge rasch Julius Rosenberg und verleugnete zunächst die Mittäterschaft von Ethel Rosenberg, änderte aber später seine Aussage dahin, dass er gegen seine Schwester bezeugte, dass sie die Geheimberichte getippt habe. Als Teil einer Immunitäts-Übereinkunft durfte seine Frau Ruth als nicht-verurteilter „unindicted Co-Conspirator“ bei ihren zwei Kindern bleiben. Seine Belastungsaussage bewirkte letztlich die Todesstrafe gegen seine Schwester und seinen Schwager.

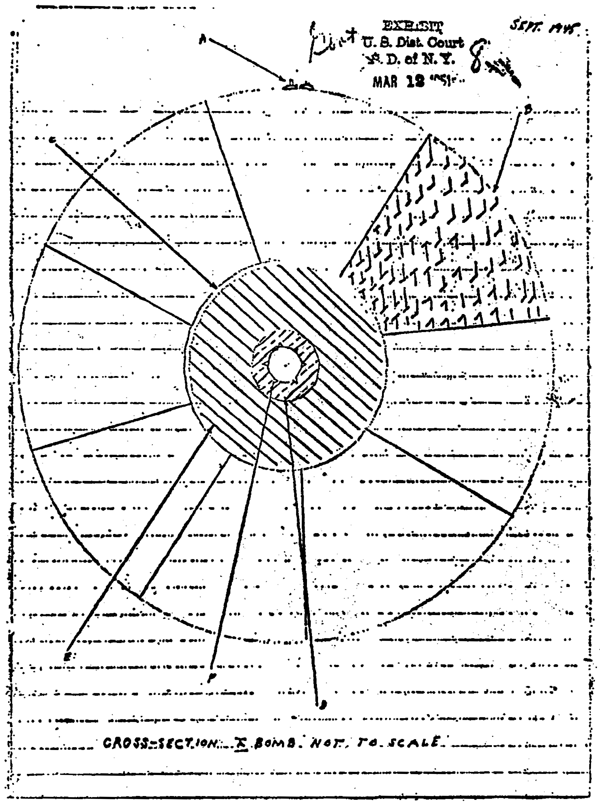
Greenglass’ Skizze eines Implosions-Typs der Atombombe, die vor Gericht illustrieren sollte, welche Informationen er vermutlich Ethel und Julius Rosenberg zur Übergabe an die Sowjetunion übermittelte

Greenglass’ Aussagen vor dem Gericht wurden erst 1966 freigegeben. Der US-amerikanische Atomwissenschaftler und Nobelpreisträger Harold C. Urey hatte in dieser Zeit vor Gericht bekundet, dass Greenglass mangels hinreichender Kenntnisse der Physik, Chemie und Mathematik außerstande gewesen sei, irgendjemandem etwas über die Atombombe weiterzugeben. Die dem Gericht vorgelegte Skizze sei wertlos.
Als Jahrzehnte später dank des Einsatzes des Rechtsanwalts Marshall Perlin, des Vorsitzenden des Rosenberg-Komitees, ein Großteil der Prozessakten zugänglich wurde und ein neuer, zur Freisprechung der Rosenbergs führender Prozess angestrengt werden konnte, erklärte der Vorsitzende Richter 1993, es habe damals keine wirklichen Beweise für eine Beteiligung der Rosenbergs gegeben.
Greenglass wurde zu 15 Jahren Gefängnis verurteilt, von denen er 10 Jahre absaß. Nach seiner Entlassung 1960 lebte er unter falschem Namen in New York City.